# 15-Оксопростагландин-13-редуктаза
15-Оксопростагландин-13-редуктаза (лейкотриен B4 12-гидроксидегидрогеназа; простагландинредуктаза 1) — фермент оксидоредуктаза, относится к семейству L4BD NADP-зависимых оксидоредуктаз. Играет роль в метаболизме эйкозаноидов, в частности лейкотриена B4.

## Функции
15-Оксопростагландин-13-редуктаза действует на 3 вида 15-оксо-производных простагландинов: 15-оксо-ПГE1, 15-оксо-ПГE2 и 15-оксо-ПГE2-альфа. Однако, не действует на ПГE2, ПГE2 и ПГE2-альфа. Катализирует превращение лейкотриена B4 в его менее активный метаболит 12-оксо-лейкотриен B4, что служит ключевым этапом метаболической инактивации лейкотриена B4. 
Локализуется в цитоплазме клетки.

## Катализируемая реакция
15-Оксопростагландин-13-редуктаза катализирует следующую реакцию:
(5Z)-(15S)-11-альфа-гидрокси-9,15-диоксопростаноат + NAD(P)+ {\displaystyle \rightleftharpoons } (5Z)-(15S)-11-альфа-гидрокси-9,15-диоксопроста-13-еноат + NAD(P)H + H+
Т. обр., у фермента 3 субстрата: (5Z)-(15S)-11-альфа-гидрокси-9,15-диоксопростаноат и окисленные никотинамидадениндинуклеотид (NAD+) и никотинамидадениндинуклеотидфосфат (NADP+) и 4 продукта реакции: (5Z)-(15S)-11-альфа-гидрокси-9,15-диоксопроста-13-еноат, восстановленные  никотинамидадениндинуклеотид (NADH) и никотинамидадениндинуклеотидфосфат (NADPH), а также ион водорода (H+).

## Тканевая экспрессия
Фермент экспрессируется в почках, печени и кишечнике, отсутствует в лейкоцитах. 